# Теодор Палладі
Теодор Палладі (рум. Theodor Pallady, *11 квітня 1871, Ясси — †16 листопада 1956, Бухарест) — румунський художник.

## Біографія
В молодості Теодор Палладі приїхав до Саксонії і в Дрездені протягом 1887-1889-х вивчав технічні науки. Одночасно він навчався малюванню та історії мистецтва під керівництвом Ервіна Омі, який відкрив у Теодора художній талант і направив його для вдосконалення своєї освіти в Париж. У французькій столиці Палладі записався на курс в Академію витончених мистецтв (Académie des Beaux-Arts) і працював в майстерні Аман-Жана. У 1892 він перейшов в ательє Густава Моро, де познайомився з Анрі Матіссом, Жоржем Руо і Альбером Марке.
У 1904 Палладі повернувся до Румунії і влаштував виставку своїх робіт в бухарестському Атенеумі. Постійно підтримував тісні особисті і творчі зв'язки з художнім світом Парижу, де аж до початку Другої світової війни пройшло кілька його персональних виставок. У 1924, 1940 і в 1942 художник брав участь у венеціанських бієнале.
В даний час полотна Палладі демонструються в різних музеях і картинних галереях Румунії: у Бухаресті (в тому числі в Національному художньому музеї Бухареста), в Яссах, Сібіу, Пітешті. Містах країни, а також в бухарестському Музеї Теодора Палладі. Будівля музею є одним з найстаріших в румунській столиці, воно було зведено в 1750-1760. Полотна художника неодноразово були представлені на поштових марках Румунії.
Похований в Бухаресті на цвинтарі Беллу.

## Галерея

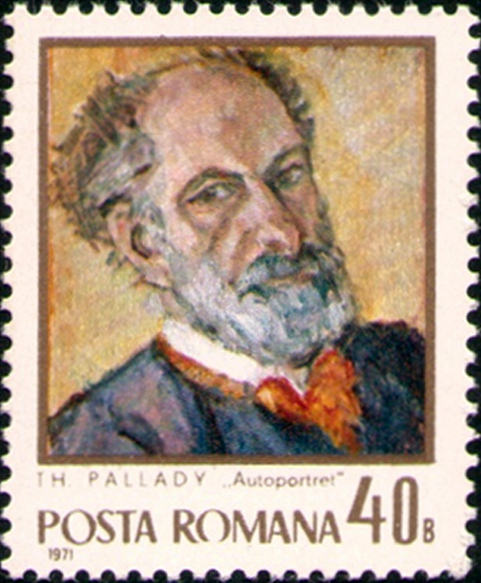
Румунська поштова марка 1971 с автопортретом Т.Палладі
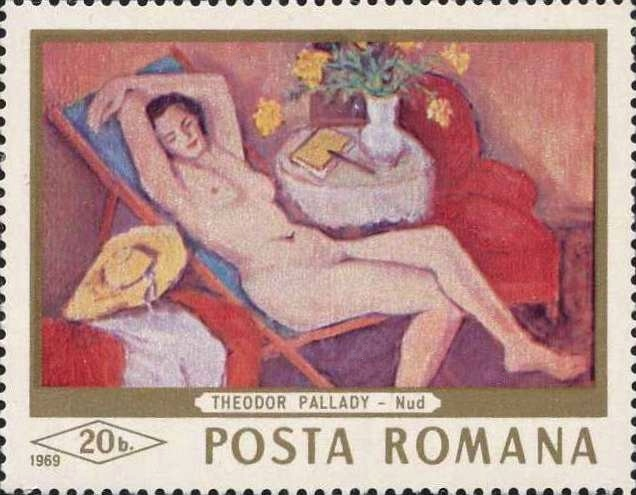
Румунська поштова марка 1969 с полотном Т.Палладі «Оголена».